# 1715年ジャコバイト蜂起
1715年ジャコバイト蜂起（英語: Jacobite rising of 1715、スコットランド・ゲール語: Bliadhna Sheumais [ˈbliən̪ˠə ˈheːmɪʃ]、十五年の乱またはザ・フィフティーン（The Fifteen）、マー卿の反乱（Lord Mar's Revolt）とも）は、亡命ステュアート家のジェームズ・フランシス・エドワード・ステュアート（「老僭王」「大僭称者」とも）による、イングランド、アイルランド、スコットランド王位奪回の試み。蜂起は翌1716年までに鎮圧された。

## 背景
1688年から1689年までの名誉革命により、ステュアート朝のローマ・カトリック国王ジェームズ2世および7世はフランス王国に逃亡、フランス王ルイ14世の保護下に置かれた。ジェームズ2世の娘メアリー2世とその夫ウィリアム3世は共同統治王として即位した。1690年、長老派教会がスコットランドの国教に定められた。1701年王位継承法はイングランドの王位継承者をプロテスタントのハノーヴァー家に定め、1707年合同法でスコットランドにも適用された。そして、1714年にアン女王が死去すると、ハノーファー選帝侯ゲオルク1世はジョージ1世としてグレートブリテン王に即位した。ジョージ1世の即位によりホイッグ党優位が揺るぎないものになり、トーリー党は政治権力を全て失った。ホイッグ党政権は1710年から1714年までのトーリー党内閣の財政問題を追及、第一大蔵卿ロバート・ハーレーはロンドン塔に投獄され、ボリングブルック子爵は逮捕される前にフランスに亡命した。ボリングブルックは老僭王の国務大臣になり、ジャコバイト貴族のボリングブルック伯爵に叙された。
1715年3月14日、老僭王はローマ教皇クレメンス11世に請願、ジャコバイト蜂起への支援を求めた：「敵の不正行為に圧迫されている敬虔な息子が、破壊に脅かされ迫害されている教会のように、尊敬すべき教皇の保護と助けを求めることはすぎた願いではありません」。8月19日、ボリングブルックは老僭王に手紙を書き、「事の進行が早めすぎて、あなたがトーリー党の長として、イングランドの教会と憲法と守るか、両方とも取り返しがつかないほどに失われるかである」と述べた。老僭王はスコットランドに上陸すればマールバラ公爵が合流するだろうと考え、8月23日にベリック公爵への手紙で「今こそが『今しかない』という時機だと思う」と述べた。

## 反旗を翻すマー伯

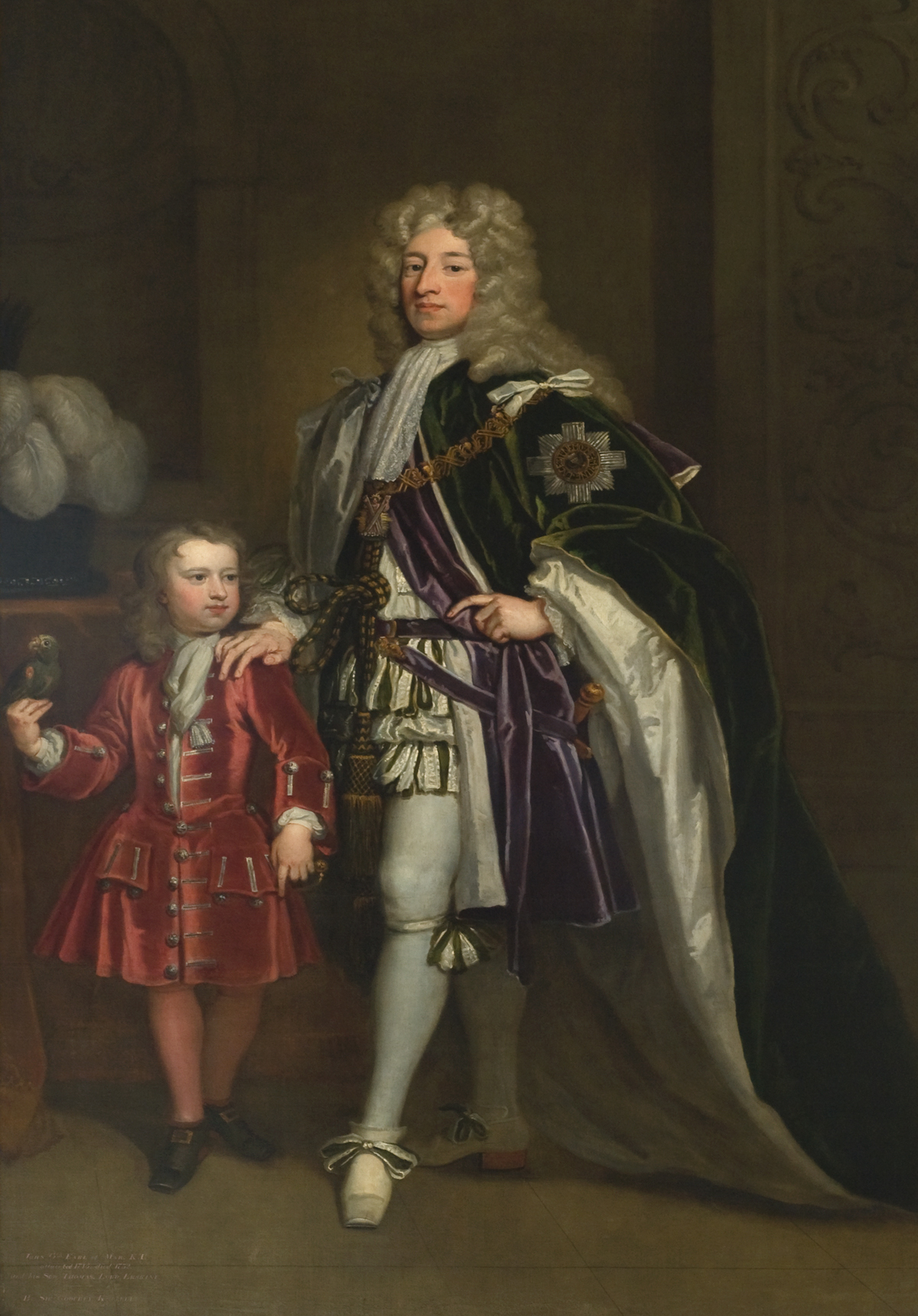
第23代マー伯爵ジョン・アースキン

第23代マー伯爵ジョン・アースキンは老僭王からの反乱開始の命令を待たずにロンドンからスコットランドに向かい、8月27日にブレイマーで作戦会議を開いた。9月6日、マー伯は支持者600名とともに「ジェームズ8世および3世」の旗を揚げた。
これに対し、グレートブリテン議会は1715年人身保護停止法（Habeas Corpus Suspension Act 1715）でヘイビアス・コーパスを停止、さらにジャコバイト領主のテナントが領主を支持しないと表明すれば領主の土地を得るとの法案を議決した。これによりマー伯のテナントの一部がエディンバラに向かって忠誠を証明、自身が住む土地への権利を得た。

## スコットランドの戦闘
ジャコバイトはスコットランド北部の軍事行動に成功、インヴァネス、ゴードン城、アバディーン、そしてその南のダンディーを次々と落としたが、フォート・ウィリアムは占領できなかった。エディンバラ城にはイングランドと連合したときにスコットランドに支払われた10万ポンドと1万人分の武器があり、ドラモンド卿はジャコバイトを80人を連れて夜襲を仕掛けたが、守備軍は襲撃計画を知って守備に成功した。
10月までに、マー伯の軍勢（2万人近く）はフォース湾以北のスコットランドをスターリング城を除いて全て占領したが、マー伯は優柔不断であり、軍勢2千で南下してパースを占領する決定はおそらくマー伯の部下が下したものである。マー伯の優柔不断により、アーガイル公爵率いるハノーヴァー朝の軍勢は増強するための時間を稼げた。例えば、アイルランド駐留軍から増援が派遣されてきた。
10月22日、マー伯はようやく老僭王からジャコバイト軍指揮官の任命を受けた。ジャコバイト軍の人数はアーガイル公の3倍であり、マー伯はスターリング城への進軍を決定した。11月13日、両軍はシェリフミュアで会戦した。戦闘は決着しなかったが、戦闘の終わりにはジャコバイトの軍勢が4千人、アーガイル公の軍勢が1千人であり、ジャコバイト軍はアーガイル軍を圧迫していたが、マー伯はおそらくすでに勝利したと考えて（アーガイル公は660人を失っており、マー伯の損害の3倍であった）進軍を命じず、パースに撤退した。同日、インヴァネスがハノーヴァー朝の軍勢に降伏（インヴァネス包囲戦）、ウィリアム・マッキントッシュ・オブ・ボーラム率いる小勢のジャコバイト軍はプレストンの戦いで敗北した。

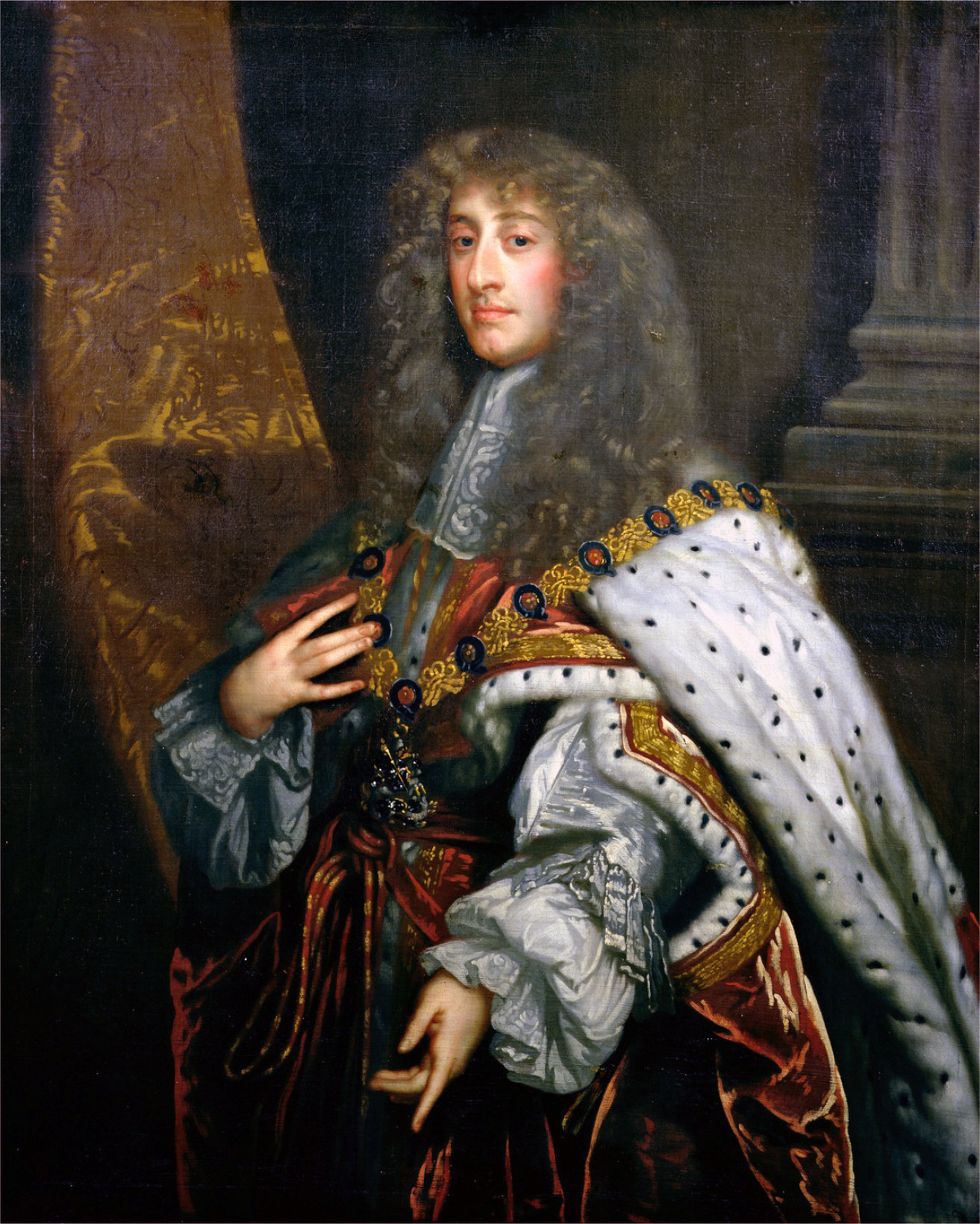
国王ジェームズ2世および7世
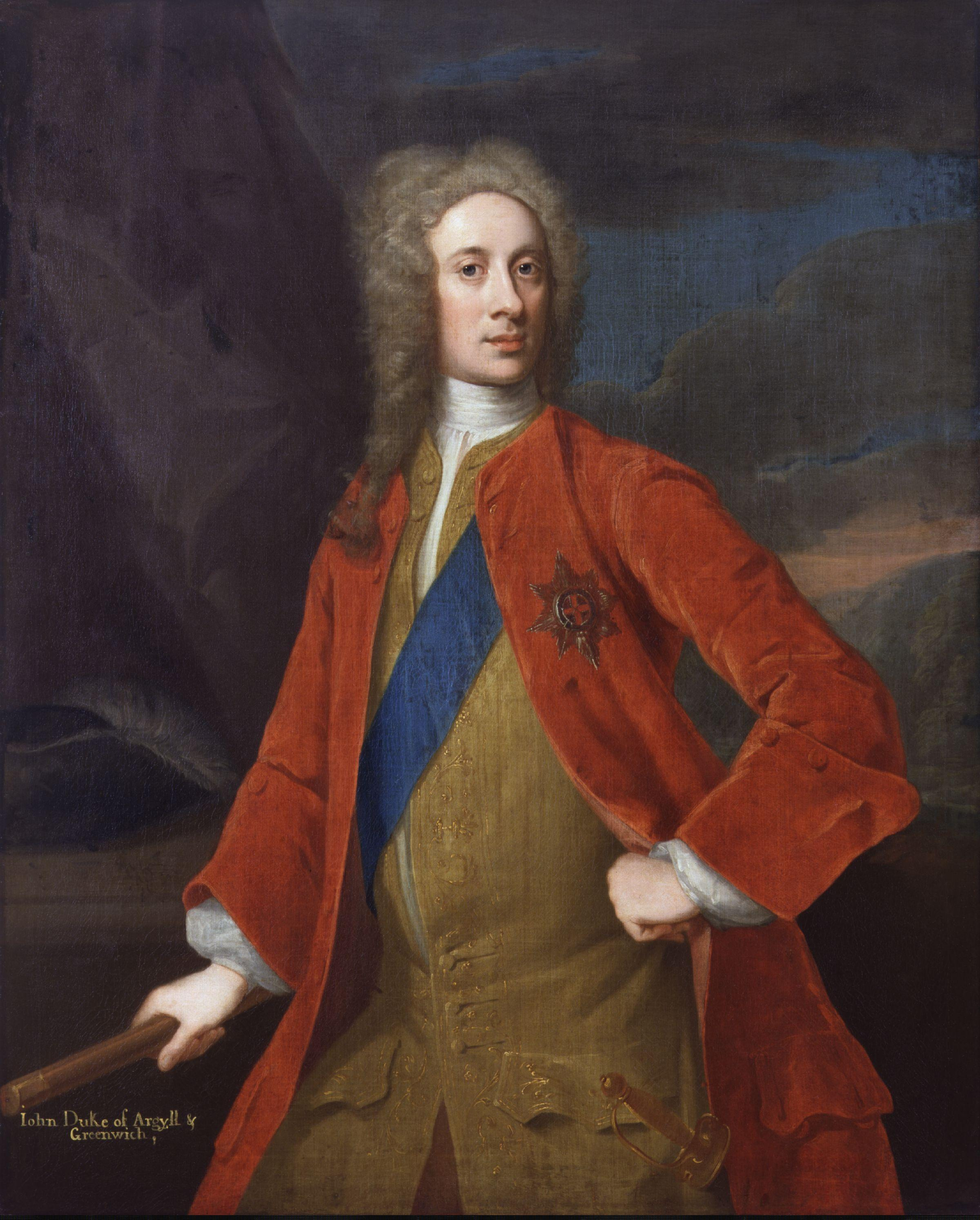
アーガイル公爵
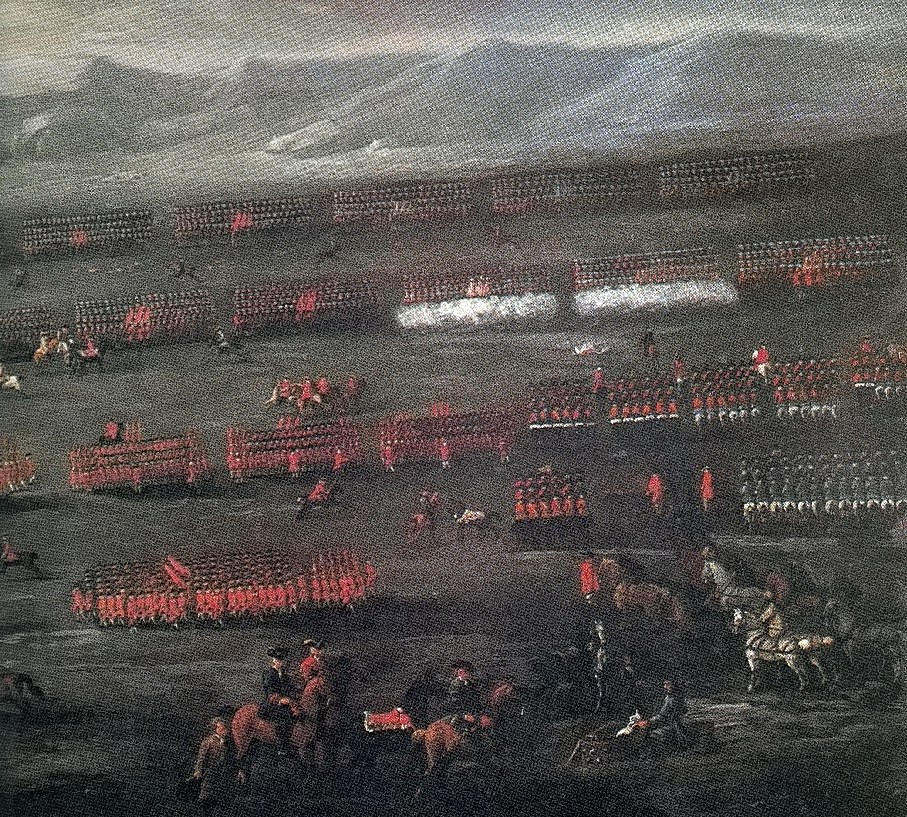
シェリフミュアの戦い（英語版）

## イングランドの戦闘
イングランド西部におけるジャコバイト蜂起の首謀者には貴族3人と庶民院議員6人が含まれていた。政府は10月2日の夜に9人を逮捕、翌日には議会からの逮捕許可を易々と取得した。逮捕者にはイングランドのジャコバイトの長である准男爵ウィリアム・ウィンダムも含まれていた。政府はジャコバイトの手に落ちないようブリストル、サウサンプトン、プリマスに増援を派遣した。オックスフォードは王党派で知られ、政府からは老僭王に有利であると思われたため、10月17日にペッパー将軍（Pepper）が竜騎兵を率いて入城、主要なジャコバイトを抵抗なしで逮捕した。
ノーサンバーランドではイングランド西部の蜂起への援護として、陽動の蜂起が計画された。イングランド西部の蜂起は政府の素早い対応で未然に防がれたが、ノーサンバーランドの蜂起は1715年10月6日に決行した。この蜂起には第4代ウィドリングトン男爵ウィリアム・ウィドリングトン、第3代ダーウェントウォーター伯爵ジェームズ・ラドクリフとその息子チャールズ・ラドクリフが関与しており、エドワード・ハワード（後の第9代ノーフォーク公爵）とハンティングドンシャーのジェントリの1人ロバート・コットン（Robert Cotton）もランカシャーで蜂起に加入した。
イングランドのジャコバイトは第6代ケンミュア子爵率いるスコットランド辺境のジャコバイトと合流、さらにマッキントッシュの派遣隊とも合流した。続いてイングランドに進軍、プレストンまで進んだが、政府軍に追いつかれ、11月12日から14日までプレストンの戦いを戦った。ジャコバイト軍は1日目の戦闘に勝利、多くの政府軍兵士を殺傷したが、翌日に政府軍の援軍が到着、やがてジャコバイトは降伏した。

## その後

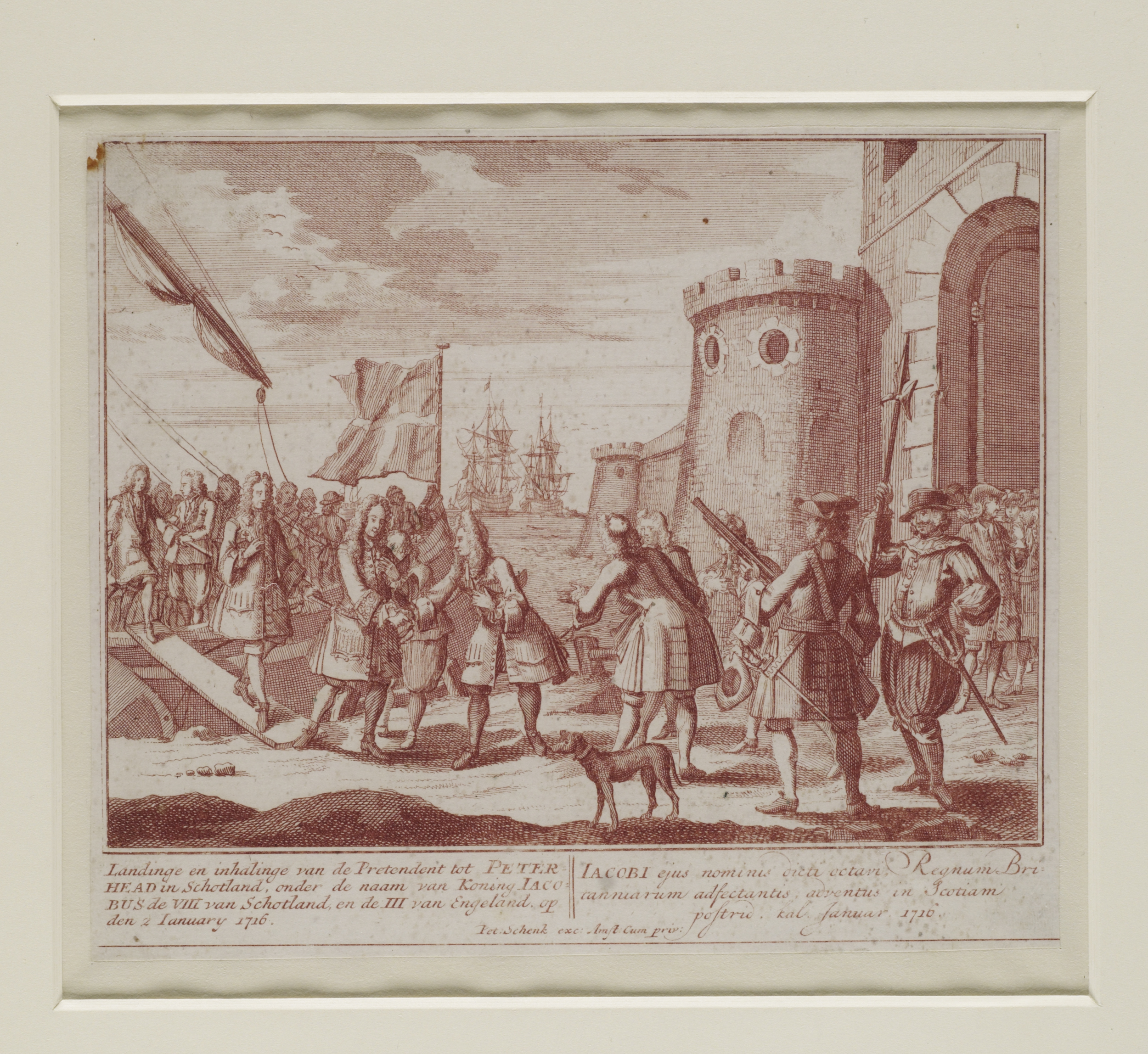
1715年12月22日にピーターヘッドで上陸する老僭王

12月22日、老僭王がピーターヘッドで上陸したが、1716年1月9日にパースに到着する頃にはジャコバイト軍の人数が5千以下に減っていた。一方、アーガイル公の軍勢は重砲を得て、素早く進軍した。マー伯は焦土作戦を行い、パースとスターリングの間の村を焼き払い、アーガイル公爵の補給を断とうとした。1月30日、マー伯はパースから撤退、2月4日には老僭王がスコットランドへの告別の手紙を書き、翌日にモントローズから出港した。
捕虜にされたジャコバイトの多くは大逆罪で起訴され、死刑に処された。1717年7月の恩赦法により蜂起に参加した者が恩赦されたが、ロバート・ロイ・マグレガーを含むマグレガー氏族全員が恩赦法の対象外にされた。
蜂起は1719年にもう一度試みられ、今度はスペインの支援を得ていたが、グレン・シールの戦いでまたしても敗北した。老僭王の息子チャールズ・エドワード・ステュアートは1745年に再度蜂起したが、カロデンの戦いで撃破された。老僭王は1766年に死去した。

## 関連図書
- Daniel Szechi, 1715: The Great Jacobite Rebellion (Yale University Press, 2006).